# Волковяни
Волковяни (пол. Wołkowiany) — село в Польщі, у гміні Жмудь Холмського повіту Люблінського воєводства. Населення — 219 осіб (2011).

## Назва
Назва поселення походить від назви села Вовковия, мешканці якого поселилися тут.

## Історія
За даними етнографічної експедиції 1869—1870 років під керівництвом Павла Чубинського, у селі здебільшого проживали греко-католики, які розмовляли українською мовою.
У 1975—1998 роках село належало до Холмського воєводства.

## Демографія
Демографічна структура станом на 31 березня 2011 року:
|          | Загалом | Допрацездатний вік | Працездатний вік | Постпрацездатний вік |
| -------- | ------- | ------------------ | ---------------- | -------------------- |
| Чоловіки | 110     | 20                 | 78               | 12                   |
| Жінки    | 109     | 18                 | 67               | 24                   |
| Разом    | 219     | 38                 | 145              | 36                   |